# Malloneta guineensis
Genre
Espèce
Synonymes
- Viciria jeanneli Berland & Millot, 1941
- Viciria mondoni Berland & Millot, 1941

Malloneta guineensis, unique représentant du genre Malloneta, est une espèce d'araignées aranéomorphes de la famille des Salticidae.

## Distribution
Cette espèce se rencontre en Sierra Leone, en Côte d'Ivoire, au Ghana, au Nigeria, au Gabon et au Mozambique.

## Description
Les mâles mesurent de 7 à 9 mm.

## Systématique et taxinomie
Cette espèce a été décrite par Simon en 1902.
Viciria jeanneli a été placée en synonymie par Clark en 1974.
Viciria mondoni a été placée en synonymie par Wesołowska et Russell-Smith en 2022.
Ce genre a été décrit par Simon en 1902 dans les Salticidae.

## Étymologie
Son nom d'espèce, composé de guine[e] et du suffixe latin -ensis, « qui vit dans, qui habite », lui a été donné en référence au lieu de sa découverte, la Guinée.

## Publication originale
- Simon, 1902 : « Études arachnologiques. 31e Mémoire. LI. Descriptions d'espèces nouvelles de la famille des Salticidae (suite). » Annales de la Société Entomologique de France, vol. 71 p. 389-421 (texte intégral).